# مونتماخور (برشلونة)
بلدية مونماجور أو منتميور أو مُنت ميور (بالكاتالانية: Montmajor) هي إحدى بلديات مقاطعة برشلونة، والتي تقع في منطقة قطلونية، شرق إسبانيا. يبلغ عدد سكانها 478 نسمة وفقاً لإحصائية سنة (2007).